# Han Seungyeon
Han Seungyeon er medlem af Kara (koreansk: 카라) en sydkoreansk pigegruppe med fem medlemmer dannet af DSP Media i 2007. De fem medlemmer er: Park Gyuri (leder), Han Seungyeon, Goo Hara, Jung Nicole og Kang Jiyoung.

## Diskografi
Se også: Kara
Soundtracks
- 2009:  Gijeok, Why Did You Come to My House
- 2010: Super Star, Mary Stayed Out All Night
- 2011: Because of love, Warrior Baek Dong Soo

Andet
- 2009: Come to Play (Nassun feat. Han Seungyeon)

## Musikvideo
- 2008: Lucky Days, SS501
- 2012: Cheki☆Love, PURETTY

## Drama
- 1997: Star in My Heart (Pre-debut)
- 2013:  Jang Ok Jung living in love

## Tegnefilm
- 2013: EPIC - Mary Katherine (stemme)

## TV
- 2008: Boys and Girls Music Guide
- 2008: I Need A Family Season 2
- 2011: Animal Farm

## Eksterne links
- Wikimedia Commons har flere filer relateret til Han Seungyeon